# 포르쉐 911 GT2
포르쉐 911 GT2(영어: Porsche 911 GT2)는 포르쉐 911 터보를 기반으로 제작된 스포츠카이다.

## 993
993 GT2는 처음에는 GT2 클래스 레이싱에 대한 승인 요건을 충족하기 위해 제작되었다. 이 차량이 GT2 등급 규정을 충족하도록 제작 되었기 때문에 로드 카는 그에 따라 이름이 지정되었다 (911 GT로 표시됨).993 GT2는 확장된 플라스틱 펜더와 향상된 엔진 냉각을 위해 스트럿에 에어 스쿠프가 있는 더 큰 리어 윙을 가지고 있다. 993 GT2의 원래 3.6 L (220 cu in) 엔진은 316 kW (430 PS, 424 hp)의 최대 출력을 생성하였다. 1998년에는 331 kW (450 PS; 444 hp)로 업그레이드 되었다. 57대의 로드 카가 제작되었다.

#### 기술적 사양
- 전장: 4,245 mm (167.1 in)
- 전폭: 1,855 mm (73.0 in)
- 전고: 1,270 mm (50.0 in)
- 축간거리: 2,272 mm (89.4 in)
- 최고 속도: 301 km/h (187 mph)

## 996
1999년에 993은 새로운 996 모델로 대체되었다. 새로운 GT2는 개발하는데 2년이 걸렸고 그 기간 동안 포르쉐는 GT2를 모터 스포츠용으로 포기하기로 결정하고 대신 자연 흡기력이 있는 새로운 911 GT3와 GT3 클래스 경주에 집중했다.
Car and Driver 매거진이 실시한 도로 테스트에 따르면 GT2는 터보 지연이 거의 발생하지 않았다. 911 터보의 승차 높이가 10mm 감소했음에도 불구하고, 항력 계수는 고정된 리어 윙으로 인해 0.34 Cd대 터보의 0.33보다 약간 더 높다.

### 기술적 사양[4]
- 축간거리: 2,355 mm (92.7 in)
- 전장: 4,450 mm (175.2 in)
- 전폭: 1,830 mm (72.0 in)
- 전고: 1,275 mm (50.2 in)
- 최고 속도: 319 km/h (198 mph)[5][6]
- 0–100 km/h (62 mph): 4.1초-3.9초[6]
- 0–200 km/h (124 mph): 13.9초–12.2초[6]

## 997
996 GT2는 잠시 생산을 중단한 후 2007년에 997 GT2로 대체되었으며, 제 62회 프랑크푸르트 모터쇼에서 공식 출시 된 후 2007년 11월에 최종적으로 대리점에 도착하였다.
미국의 자동차 잡지인 모터 트렌드(영어: Motor Trend)는 2008년형 포르쉐 911 GT2를 테스트하여 3.3초의 0-60mph (97km/h)의 가속 시간을 달성하였다.
총 194대의 차량이 미국에서, 19대가 캐나다에서 판매되었다.911 GT2는 이 997을 마지막으로 사라졌다.

### GT2 RS

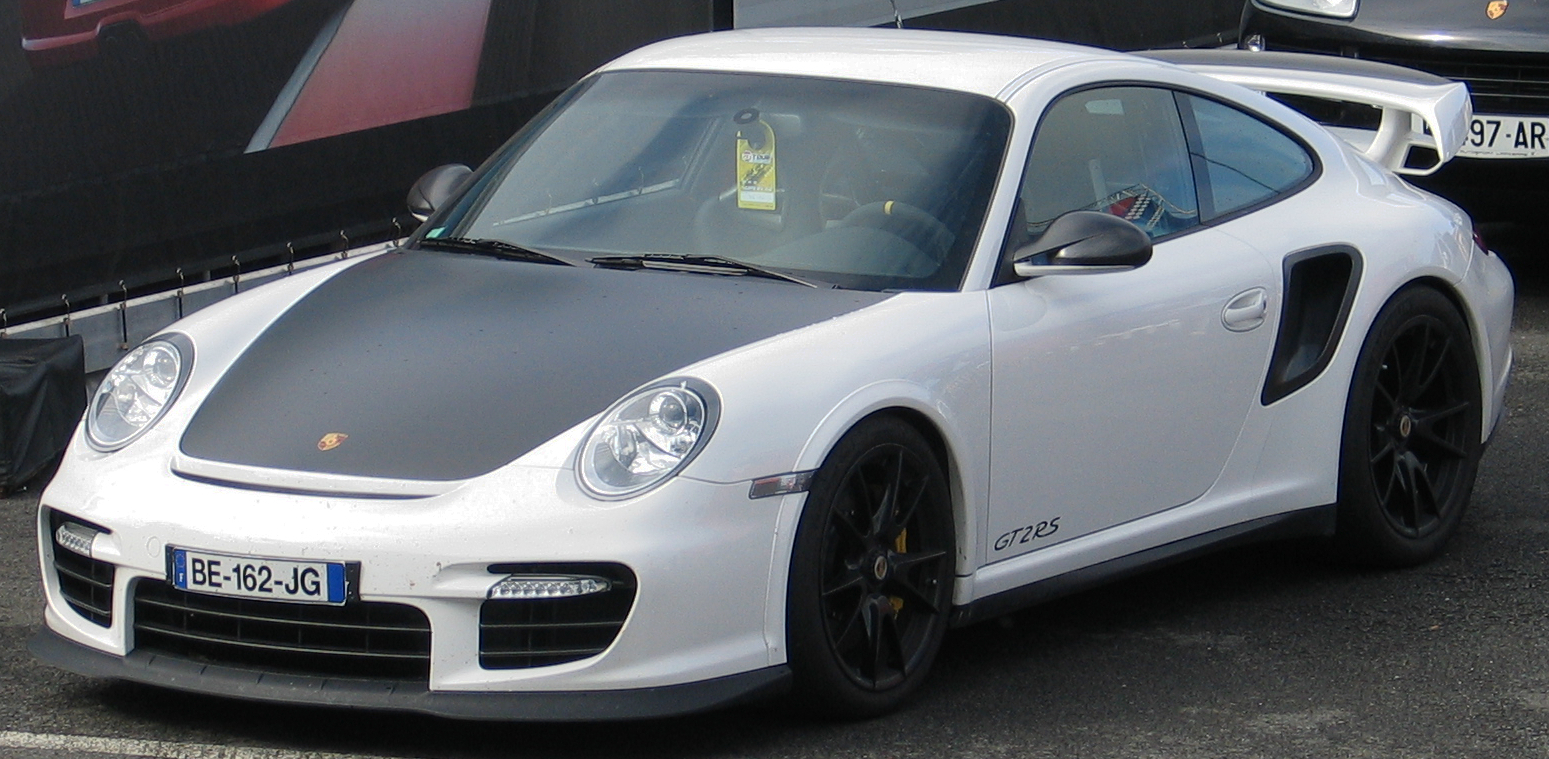
2010 Porsche 911 997 GT2 RS

2010년 5월 4일, 라이프 치히의 독일 딜러에게 RS 변형 모델이 발표되었다. GT2 RS의 엔진은 456 kW (620 PS; 612 hp)의 최대 출력과 700N⋅m (516lb⋅ft)의 토크를 생성했다. GT2 RS는 GT2보다 무게가 70 kg (154 lb) 가볍고, 최고 속도는 330 km/h (205 mph)이며 0~100km/h (62mph)의 가속 시간은 3.5초이다.

## 991
991 GT2 RS는 엑스박스 2017 E3 브리핑에서 공개되었으며 포르자 모터스포츠 7 비디오 게임이 커버 카로 공개되고 플레이 가능한 차량으로 등장하였다.
이 차는 911 터보 S 익스클루시브 시리즈의 소개와 함께 2017년 굿 우드 스피드 페스티벌에서 포르쉐가 공식적으로 출시했다. 991 GT2 RS는 7,000rpm에서 최대 출력이 515kW (700PS, 691hp), 토크 750Nm (553lb⋅ft) 인 3.8L 트윈 터보 차저 플랫 -6 엔진으로 구동된다. 지금까지 제작된 제품 중 가장 강력한 911 모델이다. 이전 GT2 버전과 달리이 차량에는 7 단 PDK 변속기가 장착되어 엔진에서 발생하는 과도한 토크를 처리한다. 2.8초에 0-100km / h (0-62mph)까지 도달하며 최고 속도는 362 km/h (225 mph)이다.

#### 기술적 사양
아래는 포르쉐 991.2 GT2 RS의 기술 사양이다.
- 전장: 4,549 mm (179.1 in)
- 전폭: 1,880 mm (74.0 in)
- 전고: 1,297 mm (51.1 in)
- 축간거리: 2,453 mm (96.6 in)
- 전방 트랙: 1,558 mm (61.3 in)
- 후방 트랙: 1,557 mm (61.3 in)
- 전비중량: 1,470 kg (3,241 lb) (DIN)

#### GT2 클럽스포츠

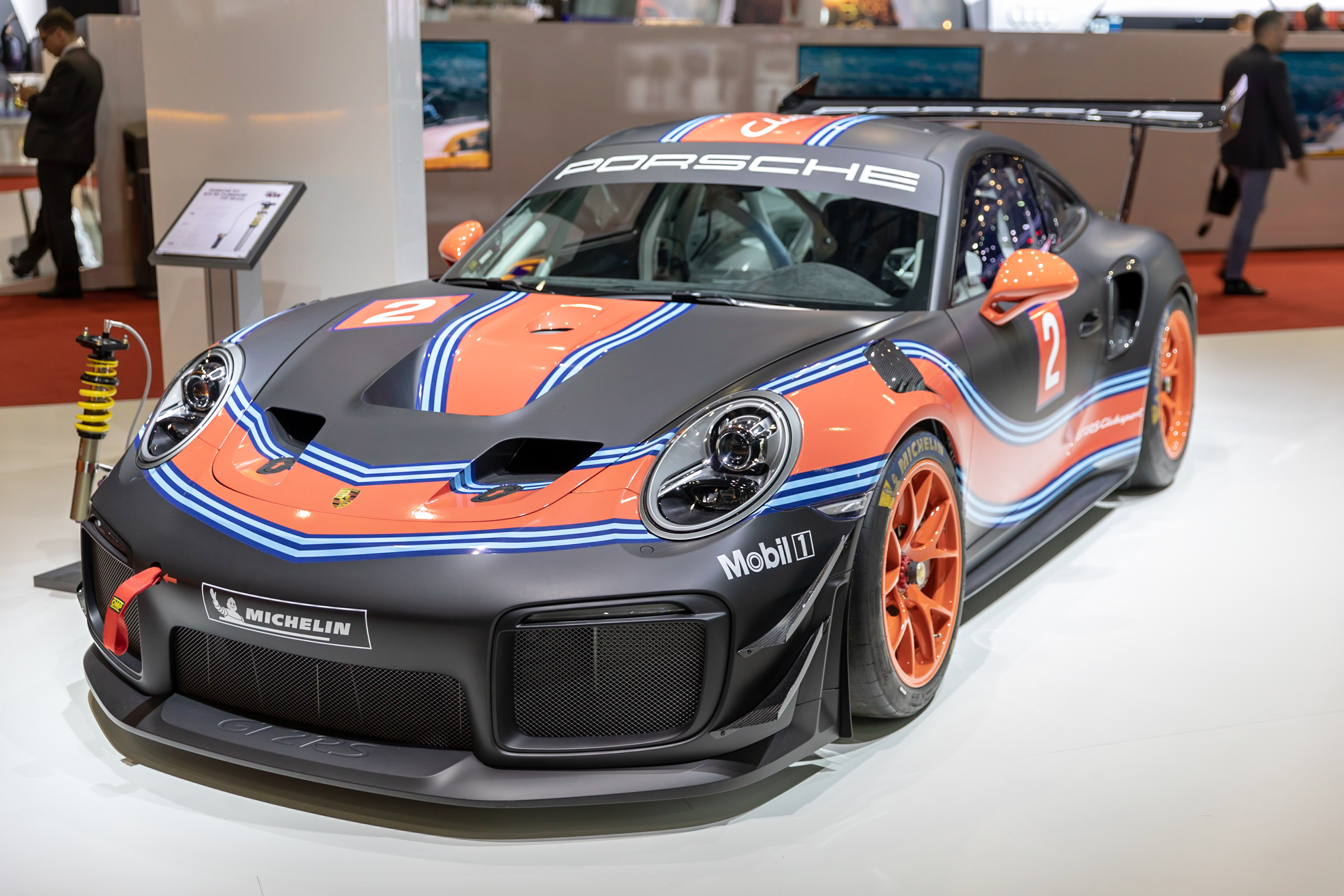

2018년 LA 오토쇼에서 소개 된 GT2 RS 슈퍼스포츠는 GT2 RS의 트랙 전용 모델이다. 새로운 공기 역학적 요소는 차량의 다운 포스를 증가시키는 반면 필수 구성 요소를 제거하면 무게가 더욱 감소하였다. 외관 변경에는 GT3 R과 공유되는 탄소 섬유로 만든 더 큰 모터스포츠 지향리어윙, 통합 LED 주간주행등이있는 더 큰 전면 공기 흡입구, 충돌시 탈출구가 통합 된 탄소 섬유 지붕, 탄소 섬유 엔진이 포함되어 있다. 경주용 연료 전지 및 새로운 경주용 배기 시스템과 함께 커버 및 보닛이 장착되었다. 생산댓수는 200대로 제한된다.
SRO 모터스포츠 그룹은 GT2 RS 클럽스포츠가 포함된 원메이크 시리즈가 2019년 7월 24시 스파 주말에 개최될 것이라고 발표하였다.. 이전에 클럽스포츠는 1월에 개최된 Bathurst 12시 이벤트에서 트랙 데뷔를 하였다.

## 모터스포츠
포르쉐 GT2는 국제 모터 스포츠에서 911 포르쉐 터보 레이싱 카의 긴 라인에서 나온다. 1974년 그룹 5 레이싱용 911 카레라 터보, 그룹 4 레이싱용 934 (930의 레이싱 버전), 그 다음에는 1984년까지 그룹 5 및 IMSA 레이싱을 지배한 유명한 포르쉐 935가 이어졌다. 1986년 포르쉐 961 ( 959의 레이싱 버전)은 거의 성공하지 못했지만 AWD, 실린더 당 밸브 4개, 수냉식 헤드 (1978년 포르쉐 935 Moby-Dick에 처음 등장한 Porsche 956/962 GroupC 프로토 타입과 959/961). 1993년에 포르쉐는 터보 S LM-GT라는 이름으로 광범위하게 개조된 터보 964를 실험했다. 빠르고 신뢰할 수 있는 자동차의 잠재력과 964 카레라 RSR을 대체할 자동차에 대한 고객의 요구를 고려하여 포르쉐는 고객용 터보 차저 993을 개발하기로 결정했다.
993 GT2 레이싱 카는 내부가 벗겨진 내부, 안전을 위한 통합 롤 케이지, 무게를 줄이고 다운포스를 높이기 위해 차체와 날개를 약간 조정했으며 레이싱 슬릭을 처리할 수 있는 더 넓은 흙받이가 특징이다. 서스펜션은 경주 성능을 향상시키기 위해 수정되었으며 엔진은 내구성을 위해 약간 조정되었다. 필수 공기 제한 장치가 장착 된 트윈 KKK 터보 차저는 335.7 kW (450 hp)를 허용한다.
포르쉐는 GT1 카테고리에서 경주 할 수 있는 GT2 에보도 개발했다. 에보는 더 큰 터보차저를 사용하여 출력이 447.6 kW (600 hp)로 증가했다. 다른 수정에는 새롭고 더 높은 장착된 리어 윙, GT1 클래스에서 허용되는 더 넓은 타이어를 수용하기 위한 더 큰 펜더, 무게가 1,100 kg (2,425 lb)으로 감소했다.그러나 GT2 에보는 1996년 포르쉐가 특수 제작된 911 GT1로 교체하기로 결정하면서 수명이 짧았다.